# Acatlán, Tetela de Ocampo
Acatlán är en ort i Mexiko.   Den ligger i kommunen Tetela de Ocampo och delstaten Puebla, i den sydöstra delen av landet, 140 km öster om huvudstaden Mexico City. Acatlán ligger 1 650 meter över havet och antalet invånare är 240.
Terrängen runt Acatlán är bergig österut, men västerut är den kuperad. Runt Acatlán är det ganska tätbefolkat, med 70 invånare per kvadratkilometer. Närmaste större samhälle är Zacatlán, 15,8 km nordväst om Acatlán. I omgivningarna runt Acatlán växer i huvudsak blandskog.